# Leucocoryne codehuensis
Leucocoryne codehuensis är en amaryllisväxtart som beskrevs av Pierfelice Ravenna. Leucocoryne codehuensis ingår i släktet Leucocoryne och familjen amaryllisväxter. Inga underarter finns listade i Catalogue of Life.